# Acnitis
L'acnitis, detta anche tubercolosi ulceronecrotica o tubercolosi papulonecrotica, è una forma di tubercolosi cutanea cronica ad evoluzione necrotica. Si manifesta con eruzioni papulo-nodulari di color rosso violaceo dure e non dolorose, simili ad un'acne diffusa, localizzate principalmente sul volto  .
Gli elementi papulo-nodulari evolvono verso la necrosi, creando piccole ulcerazioni con crosta nerastra.
La dermatosi tende a recidivare con gittate ricorrenti che si prolungano per anni.